# Эжен II де Линь
Эжен Фредерик Мари Ламораль де Линь (фр. Eugène Frédéric Marie Lamoral de Ligne; 10 августа 1893, Брёйпон — 26 июня 1960, Белёй) — 11-й принц де Линь, князь д'Амблиз и д'Эпинуа, гранд Испании 1-го класса, бельгийский дипломат, Праведник народов мира.

## Биография
Сын принца Эрнеста де Линя и Дианы де Коссе-Бриссак.
Изучал философию и литературу в Университете Святого Людовика в Брюсселе. В 1914–1918 годах участвовал добровольцем в Первой мировой войне, проведя четыре года в траншеях на Изере.
В 1920 году сдал дипломатический экзамен, служил в дипломатических миссиях в Бухаресте, Париже, Мадриде, Лондоне и Вашингтоне.
В 1920-х годах совершил поездку по Индии на Паккарде. С 1925 года вместе с женой неоднократно ездил в Бельгийское Конго, в частности в Киву, где вместе с родственниками основал компанию LINEA. В 1931 году пересёк Сахару с моторизованной экспедицией, снова посетил Бельгийское Конго и Лубу и проехал через Хартум, Луксор, Каир и Александрию.
В 1940 году поступил на военную службу, возглавив моторизованную группу в Антверпене. Почётный подполковник кавалерии. После демобилизации спас 26 еврейских детей от депортации, укрыв их в своей резиденции в замке Белёй. Возможно, предоставил убежище примерно 300 евреям. 24 июня 1975 года Яд Вашем удостоил принца Эжена де Линя и Филиппину де Ноай почётных званий «Праведников народов мира».
В 1947–1951 годах был послом в Нью-Дели, в 1951–1958 годах — в Мадриде. В 1954 году пожалован Отто фон Габсбургом в рыцари австрийского ордена Золотого руна.

## Награды
- Орден Золотого руна
- Великий офицер ордена Короны Бельгии
- Великий офицер ордена Леопольда II
- Командор Королевского ордена Льва
- Офицер ордена Леопольда I
- Бельгийский Военный крест
- Огненный крест
- Гражданский крест 1-го класса[фр.]
- Большой крест гражданского и военного ордена Адольфа Нассау
- Большой крест ордена Изабеллы Католической
- Командор ордена Почетного легиона
- Командор ордена Карлоса III
- Командор ордена Междуречья
- Командор ордена Короны Румынии
- Медаль Свободы с серебряной пальмой
- Королевская медаль Мужества

## Семья
Жена (28.02.1917, Париж): Филиппина Мари Сесиль Дус де Ноай (23.03.1898–13.08.1991), дочь Франсуа Жозефа Эжена Наполеона де Ноая, принца де Пуа, и Мадлен Мари Изабель Дюбуа де Курваль
Дети:
- принц Бодуэн (27.11.1918—3.03.1985). Жена (19.01.1946, развод 1954): графиня Моник де Бузи (11.12.1922–19.01.2013), дочь графа Жана де Бузи и графини Дианы де Борхграве д'Альтена
- принцесса Изабель Мари Диана Франсуаза (14.02.1921–11.11.2000). Муж (13.12.1941): Карлос де Сааведра-и-Осорес (1912–2004), маркиз де Вильялобар и Гимаре
- принцесса Иоланда Мари Жанна Шарлотта (6.05.1923—13.09.2023). Муж (17.01.1950): эрцгерцог Карл Людвиг Австрийский
- принц Антуан (8.03.1925–21.98.2005). Жена (17.08.1950): принцесса Аликс Люксембургская (24.08.1929–11.02.2019), дочь принца Феликса Люксембургского и великой герцогини Шарлотты Люксембургской